# Croton tuerckheimii
Croton tuerckheimii är en törelväxtart som beskrevs av John Donnell Smith. Croton tuerckheimii ingår i släktet Croton och familjen törelväxter. Inga underarter finns listade i Catalogue of Life.